# Jean-Paul Anglès
Pour les articles homonymes, voir Anglès (homonymie).
Jean-Paul Anglès, né à Ambleville (Seine-et-Oise) le 9 septembre 1920 et mort à Paris 16e le 9 mai 2012, est un diplomate français.

## Études
Il fut élève du lycée Chateaubriand à Rome et du lycée Louis-le-Grand à Paris. Licencié ès lettres et en droit à la Sorbonne, il fut diplômé de l'École libre des sciences politiques.

## Carrière diplomatique
Admis en 1945 au concours d'entrée dans les carrières diplomatiques et consulaires, il fut en poste à l'administration centrale de 1945 à 1948 avant d'occuper de 1948 à 1952 les fonctions de chef adjoint du cabinet de Robert Schuman, ministre des Affaires étrangères. Premier secrétaire à Santiago-du-Chili de 1952 à 1954, il retourna alors à l'administration centrale, où il s'occupa des affaires marocaines et tunisiennes, avant d'être nommé en 1955 premier secrétaire à Addis-Abeba. Il fut de 1956 à 1957 au secrétariat général du Quai d'Orsay. Il fut ensuite jusqu'en 1962 deuxième conseiller à Rabat, puis premier conseiller à Rio de Janeiro de 1962 à 1965 et à Londres de 1965 à 1968. Promu ministre-conseiller en 1968, toujours en poste dans la capitale britannique.
Le 25 aout 1972 il fut nommé en Conseil des Ministres chef du protocole, introducteur des Ambassadeurs, en remplacement de Jacques Senard nommé ambassadeur aux Pays-Bas. Il a occupé ces fonctions sous Georges Pompidou et Valéry Giscard d'Estaing. 
Ambassadeur au Portugal de 1976 à 1981. 
Le 12 mai 1981, à l'occasion de l'avant-dernier conseil des ministres de la présidence Giscard d'Estaing, Jean-Paul Anglès fut nommé Inspecteur général des affaires étrangères, en remplacement de Jacques Senard devenu entre-temps ambassadeur en Italie. Victime de l'alternance, il fut remplacé dans ses fonctions par Jacques Viot le 27 octobre 1981. 
Le 1er juin 1982 il fut nommé directeur de la direction des Français à l’étranger du ministère des Relations extérieures. Le 16 novembre 1984 il fut remplacé par Bernard Garcia et nommé conseiller diplomatique du gouvernement.
Jean-Paul Anglès fut admis à faire valoir ses droits à la retraite à partir du 9 septembre 1985.

## Décorations
- Commandeur de la Légion d'honneur
- Commandeur de l'ordre national du Mérite